# 康格維爾 (伊利諾伊州)
康格維爾（英語：Congerville）是位於美國伊利諾伊州伍德福德縣的一個村落。

## 地理
康格維爾的座標為40°36′51″N 89°12′24″W / 40.61417°N 89.20667°W，而該地最高點為海拔高度227米（即745英尺）。

## 人口
根據2010年美國人口普查的數據，康格維爾的面積為2.51平方千米，當中陸地面積為2.50平方千米，而水域面積為0.01平方千米。當地共有人口474人，而人口密度為每平方千米188人。